# Raccolta di quindici costumi li più interessanti della Svizzera
Raccolta di quindici costumi li più interessanti della Svizzera è una raccolta di costumi di donne e uomini svizzeri disegnati e incisi da Bartolomeo Pinelli.
La raccolta composta da quindici tavole è preceduta da un frontespizio, anche questo inciso, con l'indicazione dell'autore e dell'editore, Luigi Fabri.
I titoli delle tavole sono:
- Donna del cantone di Zug
- Donna del cantone di Fribourg
- Costume del cantone di Berna
- Donna del cantone di Zurich
- Donna del cantone di Lucerna
- Costume del paese di Zug
- Donna del cantone di Berna
- Donna del paese di Bade
- Donna del paese di Bâle
- Donna del cantone di Schaffhousen
- Costume del paese di Zug
- Donna del cantone di Zug
- Donna del cantone di Schwith
- Donna del cantone di Schaffhousen
- Donna del cantone di Lucerna

Le tavole titolate "costume di..." presentano personaggi maschili.
Alcune località sono presenti in più tavole; i nomi delle località a volte differiscono dalla grafia attuale.
Nel frontespizio, come già visto c'è l'indicazione dell'editore "in Roma presso Luigi Fabri, via Borgognona 66". Luigi Fabri, incisore lui stesso, fu il principale editore di Pinelli, prima come incisore a via Borgognona e poi proprietario di un negozio di stampe in via Capo le Case 3.
Morì lo stesso anno di Pinelli.dell'incisore Fabri